# بیخووو (استان لهستان بزرگ‌تر)
بیخووو (به لهستانی:  Biechowo) یک روستا در لهستان است که در گمینا میووسواو واقع شده‌است. بیخووو ۳۳۰ نفر جمعیت دارد.